# Крествју (Кентаки)
Крествју (енгл. Crestview) град је у америчкој савезној држави Кентаки.

## Демографија
По попису из 2010. године број становника је 475, што је 4 (0,8%) становника више него 2000. године.
| Група             | 2000.       | 2010.       |
| Белци             | 468 (99,4%) | 466 (98,1%) |
| Афроамериканци    | 0 (0,0%)    | 0 (0,0%)    |
| Азијати           | 0 (0,0%)    | 0 (0,0%)    |
| Хиспаноамериканци | 0 (0,0%)    | 4 (0,8%)    |
| Укупно            | 471         | 475         |